# Nadja Kälin
Nadja Kälin, född 20 april 2001 i Sankt Moritz, är en schweizisk längdskidåkare. Hon har även en yngre syster, Marina Kälin, som också tävlar på världscupsnivå.

## Karriär
Kälin nådde aldrig några stora resultat individuellt som junior men knep en guldmedalj med det schweiziska laget i mixedstafatten 2020 i Oberwiesenthal. Kälin gjorde sin världscupdebut på hemmaplan i Lenzerheide den 28 december 2021 under Tour de Ski 2021/2022 och världscupen i längdåkning 2021/2022. Hon körde dock bara sprinten och 10 kilometer innan hon klev av. Kälin fanns med i den schweiziska truppen till Olympiska vinterspelen 2022 i Peking där hon körde Skiathlon, 10 kilometer klassiskt och stafetten. I skiathlon blev hon tjugoetta, medan det schweiziska laget blev sjua i stafetten. Under 2022 vann hon även flera inhemska tävlingar med starka resultat i Alpen Cup, bland annat.
Under U-23-världsmästerskapen i Planica 2024 tog hon silver på tio kilometer i fri stil.
Efter flera år i världscupen med resultat kring trettionde plats så gjorde hon karriärbästa när hon blev åtta i 20 kilometer klassisk masstart i Falun helgen innan Världsmästerskapen i nordisk skidsport 2025. Men det var under världsmästerskapet hon skulle få sitt stora genombrott. Kälin inledde mästerskapet med en sensationell sjätteplats i skiathlon, endast slagen av etablerade världsåkare som Ebba Andersson, Therese Johaug, Jonna Sundling, Frida Karlsson och Heidi Weng. Hon följde upp med en åttonde plats på 10 kilometer klassiskt med individuell start och körde även stafetten för det schweiziska laget på en klassisk sträcka, laget blev femma.